# يثرب (العراق)
ناحية يثرب هي إحدى النواحي التابعة لقضاء بلد في محافظة صلاح الدين، تبعد عن العاصمة بغداد حوالي 100 كم نحو الشمال، وتبلغ مساحتها حوالي 446 كم²، وهي أرض زراعية بالغالب يحدها نهر دجلة من الناحيتين الشرقية والشمالية فيما يحذها مركز قضاء بلد من الغرب وقضاء الدجيل من الجنوب، تحتوي هذه الناحية عدد من المواقع المهمة منها قاعدة بلد الجوية (قاعدة البكر الجوية سابقا)، بالإضافة إلى مرقد محمد بن علي الهادي وهو مزار تقصده أفراد الطائفة الشيعية من أنحاء العالم كافة، علما أن غالبية المناطق المجاورة من الطائفة السنية، تعرضت هذه الناحية في سنة 1956م للانجراف شبه الكامل بسبب ارتفاع منسوب نهر دجلة مما أدى إلى نزوح العوائل إلى المناطق المرتفعة في الناحية، وبعدها عادت العوائل وقامت ببناء دورها ومبانيها من جديد.
وفي مطلع عام 2015 تهجر معظم سكانها بسبب احتلال داعش لها خوفا من الإستهداف المتعمد أو غير المتعمد أثناء المعارك، وقد تعرضت الناحية للتدمير الممنهج لأغلب دورها ومساكنها بسبب العمليات العسكرية وتداعياتها، حيث استمرت عودة العوائل إلى مناطق سكناها تدريجياً لهذه اللحظة.
كما حصل هجوم مسلح من عناصر داعش في 30 يوليو 2021 على مجلس عزاء خلّف ورائه 14 قتيلا وما يصل إلى 20 جريحًا.